# Tricepspeesreflex

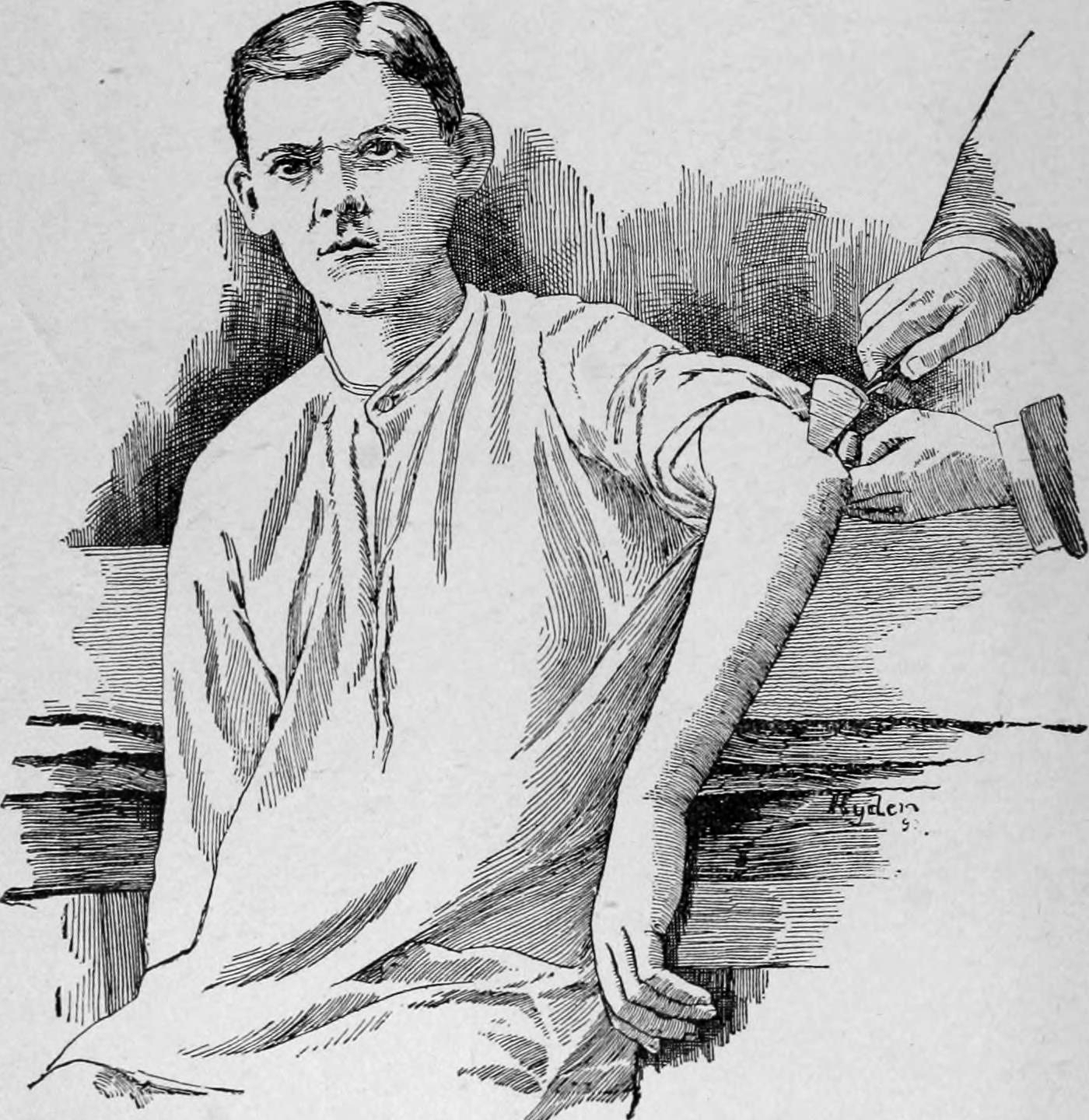
Het opwekken van de tricepspeesreflex; afbeelding uit het "Text-book of nervous diseases" (1901)

De tricepspeesreflex is een spierrekkingsreflex die optreedt als er met een reflexhamer dicht bij de elleboog een tik wordt gegeven op de pees van de triceps. Als de onderarm ontspannen is zal de musculus triceps brachii ten gevolge van de reflex samentrekken met een duidelijk waarneembare beweging van de onderarm als gevolg.
De tricepspeesreflex wordt getest als onderdeel van neurologisch onderzoek met betrekking tot de zenuwen C7 en C8 uit de onderste halswervels. 